# تقی ارانی
تقی اَرانی (۱۳ شهریور ۱۲۸۱ – ۱۴ بهمن ۱۳۱۸) سیاستمدار مارکسیست، تئوریسین، نویسنده و شیمی‌دان اهل ایران بود. وی مؤسس فکری/معنوی حزب توده ایران بود.
وی از اعضای برجسته گروه پنجاه و سه نفر بود که از اواخر سال ۱۳۱۵ تا اوایل سال ۱۳۱۶ به تدریج دستگیر و در زندان موقت تهران و قصر زندانی شدند. در این دادگاه، احمد کسروی وکیل مدافع تسخیری ارانی بود.
این گروه که به گروه ۵۳ نفر معروف شدند متهم بودند که از مرام اشتراکی و کمونیستی پیروی می‌کنند. اعضای گروه ۵۳ نفر تا پیش از دستگیری با هم ارتباطی نداشتند و این نام پس از دستگیری به آنها داده شد. با پرونده‌هایی که برای آنها ساخته شد به زندان‌های درازمدت محکوم و راهی زندان قصر شدند و برخی نیز توسط مأموران به قتل رسیدند.

## زندگی
تقی ارانی در ۱۳ شهریور ۱۲۸۱ خورشیدی در تبریز زاده شد و بین روزهای ۱۰ تا ۱۴ بهمن ۱۳۱۸ به علت سَمی که مأموران به او داده بودند کشته شد و حتی مادر ارانی در غسالخانه به دلیل شکنجه‌های بسیار که بر او تحمیل شده بود چهرهٔ ارانی را نشناخت. همچنین به بیان بزرگ علوی مأموران زندان از معالجه او سر باز می‌زدند.

## تحصیلات
ارانی دانش‌آموخته دانشگاه برلین بود و در ۲۸ آذر ۱۳۰۷ خورشیدی از رساله دکتری خود تحت عنوان «خواص احیاکننده اسید هیپوفسفری» دفاع کرد. ارانی پس از گذراندن یک دوره چندماهه در رشته شیمی تسلیحاتی، در نیمه دوم سال ۱۳۰۸ به ایران بازگشت.
تقی ارانی مدتی را نیز در مدارس قدیم ایران تحصیل کرده بود. مطالعات ارانی در زمینه علوم طبیعی و تجربه‌گرا هسته اولیه تفکر ماتریالیستی را در وی به وجود آورد.

## فعالیت‌های سیاسی و فرهنگی در آلمان
در اواسط سال‌های جنگ جهانی اول، یک گروه کوچک از روشنفکران ایرانی «مجله کاوه» که علیه دشمنان آلمان و برای استقلال ایران فعالیت می‌کرد، منتشر کردند. بعد از شکست آلمان در جنگ اول جهانی (۱۹۱۸-م)، گروه نویسندگان دوره اول مجله «کاوه» شامل: محمد قزوینی، محمدعلی تربیت، ابراهیم پورداود، حسین کاظم‌زاده ایرانشهر، فضلعلی مجتهد تبریزی، محمدعلی جمالزاده و حسن تقی‌زاده به جز جمالزاده و تقی‌زاده، بقیه متفرق شدند. تقی ارانی که از طرف دولت به آلمان اعزام شده بود پس از ورود به برلین به مدت دو سال از فعالان ناسیونالیست افراطی بود و با مجله ایرانشهر و نامه فرنگستان همکاری داشت.

تقی ارانی سه سال بعد از جدایی از جریان ناسیونالیسم افراطی، در کتاب «پسیکولوژی فردی» دربارهٔ تغییر و تحول فکری در انسان چنین می‌نویسد:
«هیچ قضیه را نمی‌توان عاری از شرایط زمان و مکان و شخص متفکر تحقیق نمود. از طرف دیگر حالت شعور، هوشیاری و دانستن از خود دائماً تغییر می‌کند. خود اجتماعی من در چند سال پیش با اکنون فرق دارد…»

تقی ارانی در سال‌های بعد به این دوره از فعالیت‌های سیاسی خود در مجله «دنیا» دوره اول، خرداد ۱۳۱۴ چنین اشاره می‌کند:
«برحسب تقاضای سن و محدود بودن معلومات بد محیط چنان‌که از مقالات مجله «ایرانشهر» و مجله «فرنگستان» برمی‌آید، تابع این جنبش بودم و با دوستان خود به فارسی ویژه مکاتبه می‌کردم که به یادگار افکار ایام جوانی خود نگاه‌داشته‌ام.»
فعالیت سیاسی تقی ارانی هنگام اقامت وی در آلمان (۱۳۰۸–۱۳۰۱ شمسی) با پایه‌گذاری «فرقه جمهوری انقلابی ایران» در سال ۱۳۰۴ شمسی وارد مرحله جدیدی شد.

ارانی در آلمان با همکاری فریدریش روزن مستشرق و ادیب آلمانی کتاب «شرح ما اشکل مصادرات کتاب اقلیدس» را تألیف کرد و در مقدمه این کتاب چنین نوشت:
«به جاست که در این رساله ابتدا نام «روزن» برده شود. دکتر فریدریک روزن از دوستداران آثار شرق بود. اگرچه اشتغال رسمی او امور دیپلماسی بود و مدتی هم سمت وزارت امور خارجه آلمان را داشت و به‌طور فرعی در فن مستشرقی قدم می‌گذاشت معذالک کتاب مفید انتشار داده است که از آن جمله ترجمه نظمی رباعیات خیام به آلمانی، رساله «هاروت و ماروت»، «ایران در بیان و تصویر»، چاپ فارسی رباعیات و غیره می‌باشد. او در انتشار کتاب حاضر کمک مفیدی کرده است. از ده‌سال قبل که نگارنده، این رساله را استنساخ کرده‌ام تا یک ماه پیش این دوست پیر انتظار انتشار رساله را داشت ولی این وقتی طلوع می‌کند که او تازه غروب کرده است. می‌توان فهمید که تأثیر این پیش‌آمد چقدر قلب مرا سنگین نموده است.»
در سال ۱۳۰۸ دولت‌های بریتانیا و ایران، به کمک صنایع انحصاری فولاد گروپ، دولت آلمان را تحت فشار گذاشتند که اعضای فرقه را از کشور بیرون کند. در نتیجه احمد اسدی، تقی ارانی و مرتضی علوی به نوبت آلمان را ترک کردند تا فعالیت سیاسی خود را در محیطی دیگر پی بگیرند.

## ارانی، زبان فارسی و آذربایجان
ارانی در مقالهٔ «آذربایجان یا یک مسئلهٔ حیاتی و مماتیِ ایران» در بایستگیِ پاسداشتِ ایران و گسترشِ زبانِ ملیِ ایران پرداخته است و در به عنوان یک ایرانیِ آذربایجانی با پان‌ترکیسم مخالفت می‌کند. او در این مقاله نویسد: «آذربایجان چنان‌که از اسمش پیدا و آشکار است مظهرِ آتشِ مقدسی است که روشنایی فکر و حرارتِ روحِ ایرانی را در ادوارِ مختلفه به عالمیان نشان داده … این ناحیه که از ازمنهٔ قدیمه مسکنِ اقوامِ آریان‌نژاد و یکی از مهم‌ترین مهدهای تمدنِ ایرانی بوده آثاری به ظهور رسانده که الحق باید تمامِ آریانهای دنیا بدان افتخار کنند … بدبختانه پس از حملهٔ وحشیانِ مشرق و تسلطِ قومِ خونخوارِ مغول، که شنایعِ اعمالِ آنها از صفحهٔ تاریخ محونشدنی است، در قسمتِ عمدهٔ آذربایجان اهالی زبانِ خود را فراموش نموده به زبانِ ترکی متکلم شده‌اند. ترکی‌زبان بودنِ بعضی از قسمتهای ایران باعثِ اشتباهِ برخی مردمانِ بی‌اطلاع (پان‌ترک‌ها) شده بدون اینکه این قبیل اشخاص قدری صفحاتِ تاریخ را ورق زده از حقیقت مطلع شوند فوراً ادعا می‌کنند که این قوم ترک و هم‌نژاد ما هستند! … اگر چه امروز از آتشکده‌های قدیمِ ایران در آذربایجان و قفقاز جز آثاری بیش باقی نمانده، ولی هنوز قلب هر آذربایجانی در محبتِ ایران آتشکدهٔ مشتعل و سوزانی است. گویا نمی‌دانند که یک نفر آذربایجانی ترک‌شدن را برای خود ننگ می‌داند. … گویا نمی‌دانند کلمهٔ «آذری» که به آذربایجانیها خطاب می‌کنند به معنیِ آتشی است که نیاکانشان در روحِ آنها به ودیعه گذاشته و آن را برای سوزاندن خرمنِ هوا و هوسِ دشمن ذخیره کرده‌اند. ما در اینجا توجهِ تمامِ ایرانیان را به این نکتهٔ مهم جلب می‌نماییم که مسئلهٔ آذربایجان یکی از مهم‌ترین قضایای حیاتی و مماتیِ ایران است و بر هر ایرانی واضح است که این ایالت برای ایران حکمِ سر را دارد.»

## تأسیس فرقه جمهوری انقلابی ایران
«فرقه جمهوری انقلابی ایران» در پاییز سال ۱۳۰۴ خورشیدی به کوشش تقی ارانی که جزو گروه شصت نفری دانشجویان اعزامی بود با همکاری مرتضی علوی و احمد اسدی به‌طور غیرعلنی پایه‌گذاری شد.

پس از خلع احمدشاه قاجار، این فرقه در سال ۱۳۰۴ بیانیه‌ای به شرح زیر خطاب به ملت ایران صادر نمود:
«ملت ایران! وقتی که از راه دور به این سرزمین پر از بدبختی و فلاکت نگاه می‌کنیم چند میلیون مردم اسیر به نظر ما می‌رسد که همه گرفتار فقر و فلاکت و همه اسیر پنجه چپاول و غارتگری هستند. تاجر و کاسب ایران، دهقان و زارع ایران و آن اردوهای بزرگی که از هستی ساقط شده در کوچه و بازار به گدایی مشغولند همه اینها در زیر شکنجه و ظلم جان می‌دهند… چطور می‌شود حکومت ملی دایر کرد؟ هزاران قلب شجاع در این فکر و در این خیال در حال ضربان است. وقتی که شخص با عزت به این جمله مقدس فکر می‌کند، قربانی‌های رشید ایران را در نظر می‌آورد که برای آزادی ایران و خلاصی ملت از دست این طبقه ظالم جنگیده‌اند… ملت ایران باید خیلی از این قربانی‌ها در آستانه آزادی تقدیم کند… به ملت ایران سلام! به آزادی‌خواهان ایران سلام! به جهانگیرخان و محمدتقی خان سلام! امضاء: کمیته مرکزی فرقه جمهوری انقلابی ایران»
جزوه بیان حق مهم‌ترین بیانیه فرقه جمهوری انقلابی ایران است که در ۳۹ صفحه به سال ۱۳۰۶ در برلین منتشر و در ایران و اروپا پخش شد. این بیان‌نامه به زبان فرانسه ترجمه شد و در اختیار جراید و سازمان‌ها و حزب‌های سیاسی قرار گرفت.
در جزوهٔ بیان حق می‌خوانیم: «همان‌طور که عامل منهدم‌کنندهٔ حکومت اشراف، طبقهٔ بورژوازی بود؛ به همین شکل طبقهٔ کارگر در ممالک سرمایه‌داری عامل محو کنندهٔ حکومت بورژوازی و برقرارکنندهٔ اصول سوسیالیسم و حکومت کارگران و دهقانان خواهد بود. انقلاب ۱۹۱۷ روسیه شاهدی بر این مدعاست. پس از انقلاب بلشویکی روسیه، امپریالیسم انگلستان که نارضایتی ملت ایران را از حکومت طبقاتی اشراف به خوبی حس کرده بود، برای اجرای مقاصد خود و فریب دادن ملّت ایران، در جستجوی یک مرد ملّی برآمد که امپریالیسم انگلستان این مرد ملی را در وجود رضاخان بازیافت. یک رشته عملیات‌های رضاخان و خرید چند عدد آئروپلان مقصود هواپیما و تشکیل یک قشون دولتی که به قیمت خون مردم ایران تمام شد، باعث فریب تودهٔ تاجر و منورالفکر شده و مانع این بود که این توده پی به حقیقت رژیم کنونی ایران ببرد؛ ولی این اقدامات که مایهٔ فریب بورژوازی بود، در نظر دهقانان علی‌السویه بود. برای دهقانان ایران که در مقابل غارتگری ملاکین و اشراف دارای هیچ حقوقی نیستند، هیچ فرقی بین غارت‌گران دوران قاجار و امیران لشکر رضا خان وجود ندارد. البته اگر راهزنان دیروزی از روی اعتقادات مذهبی دارای رحم و مروت بودند، راهزنان امروزی این یکی را هم ندارند.»
پس از انتشار جزوهٔ بیان حق، فرقهٔ ارانی توانست دانشجویانی همچون محمدعلی جمالزاده، ایرج اسکندری، خلیل ملکی، عبدالحسین نوشین و محمد بهرامی را به خود جلب کند و به یک نیروی سیاسی تأثیرگذار تبدیل شود. از سوی دیگر اعضای فرقهٔ جمهوری انقلابی، بیش از پیش به کمینترن (سازمان بین‌الملل سوم کمونیستی به مرکزیت شوروی) نزدیک شدند.

## فعالیت در ایران
ارانی از نخستین سال ورود به ایران تلاش کرد با روشنفکران برجسته کشور تماس برقرار کند. آشنایی او با نیما یوشیج، احمد کسروی، شهیدزاده و طاهر تنکابنی نمونه بارزی از تلاش‌های او است. تدریس در دبیرستان‌های شرف، ثروت، معرفت و مدرسه صنعتی و تماس روزانه با دانش آموزان و دانشجویان زمینه مناسبی برای فعالیت و روشنگری به وجود آورده بود. وی در این دوران به تدریج به تجدید چاپ و تکمیل کتاب‌ها و رساله‌هایی که در برلین منتشر کرده بود همت گماشت و بخشی از کتاب‌های درسی را به‌طور رایگان در اختیار محصلین بی‌بضاعت قرار می‌داد.
ارانی در جهت شناساندن میراث فرهنگی و تمدن ایران به جهان کارهای ارزشمندی در انتشار متون کهن انجام داد، از جمله:
- «وجه دین» اثر ناصرخسرو قبادیانی
- رساله خیام
- رباعیات خیام و بدایع سعدی

ارانی در دوران نوجوانی به مدرسه طلبگی رفته بود و بعدها در بررسی روان‌شناسی قشرهای مختلف اجتماعی، قشر روحانیون ایران را به مثابه یک صنف از طبقه اجتماعی که دارای منافع مشترک هستند مورد ارزیابی قرار می‌دهد. ارانی معتقد بود: «مذهب با آن که حقیقتاً دائماً در تغییر است، معتقدین و پیشوایان آن، آن را جامد و دائماً صحیح و لایتغیر می‌دانند. اما مذهب مطابق با معلومات زمان اصلاح می‌گردد؛ ولی دیگر «مذهب اصلاح شده» آخرین درجه ترقی مذهب است. ظهور طبقه روحانیون نیز مانند طبقات دیگر برحسب طبیعت خودِ هیئت جامعه بوده و به مجرد این که تاریخ، وجود آنها را نالازم دانست ضعیف شده و به خودی خود از میان رفته‌اند. عقاید آن‌ها که خود هم مانند عموم معتقد بوده‌اند، عقاید عمومی و مناسب با درجه تمدن زمان بوده است. ممالکی که رو به ترقی می‌باشند مذهب را از حکومت جدا می‌نمایند.» (پسیکولوژی ارانی)
مجله دنیا، یکی از آثار مبارزه فکری ارانی است، که آن را به همراهی ایرج اسکندری و بزرگ علوی انتشار داد.

تقی ارانی بین روزهای ۱۰ تا ۱۴ بهمن ۱۳۱۸ به علت بیماری تیفوس در زندان درگذشت. اولیای بهداری زندان نیز گواهی دادند که او در اثر ابتلا به بیماری تیفوس (که بیماری بسیار شایع زندان‌های عصر رضاشاه بود) جان خود را از دست داده است. ماجرای مرگ ارانی را از لابه‌لای نوشته‌های بزرگ علوی دنبال می‌کنیم که خود از یاران او بود و جزو ۵۳ نفری محسوب می‌شد که در زندان قصر محبوس بود و بعدها خاطراتش را در کتابی به همین نام ” پنجاه و سه نفر “ منتشر کرد:
... مرگ دکتر ارانی از آن مصیبت‌هایی است که کلیه کسانی که در زندان بوده و نام او را شنیده یا یک بار او را در سلول‌های مرطوب کوریدورِ (راهرو) سه و چهار زندان موقت دیده بودند هرگز فراموش نخواهند کرد… روز چهاردهم بهمن ۱۳۱۸ نعش دکتر ارانی را به غسالخانه بردند. یکی از دوستان نزدیک دکتر ارانی، طبیبی که با او از بچگی در فرنگستان معاشر و رفیق بود، نعش او را معاینه کرد و علایم مسمومیت را در جسد او تشخیص داد. مادر پیر دکتر ارانی، زن دلیری که با خون دل وسایل تحصیل پسرش را فراهم کرده، روز چهاردهم بهمن ۱۳۱۸ لاشه پسر خود را نشناخت. بیچاره زبان گرفته بود که این پسر من نیست. این‌طور او را زجر داده و از شکل انداخته بودند. همین مادر چندین مرتبه دامن پزشک معالج دکتر ارانی را گرفته و از او خواسته بود که پسرش را نجات دهد و به او اجازه دهد دوا و غذا برای پسرش بفرستد. دکتر زندان در جواب گفته بود که این کار میسر نیست. برای آنکه به من دستور داده‌اند که او را درمان نکنم…
تقی ارانی در امامزاده عبدالله به خاک سپرده شده است.
احمد شاملو این قطعه را در رثای وی سروده است:
تو نمیدانی غریو یک عظمت
وقتی که در شکنجه یک شکست نمی‌نالد
چه کوهی‌ست!
تو نمیدانی نگاه بی‌مژه محکوم یک اطمینان،
وقتی که در چشم حاکم یک هراس خیره می‌شود،
چه دریایی‌ست!
تو نمیدانی مردن،
وقتی که انسان مرگ را شکست داده است
چه زندگی‌ست!
تو نمیدانی زندگی چیست، فتح چیست،
تو نمی‌دانی «ارانی» کیست…

## حزب توده
مدت‌ها حزب توده ایران، تقی ارانی را بنیان‌گذار حزب خود اعلام کرده و او را به عنوان «شهید حزب» معرفی می‌کرد. اما این اندیشه مخالفانی نیز دارد که اخیراً توسط «حمید احمدی» نگاشته شده این ادعا مورد تردید قرار گرفت و روشن شد که به علت بیماری تیفوس درگذشته است. در عین حالی که بزرگ علوی در کتاب ۵۳ نفر از دوست دیرین ارانی که در فرنگ درس‌خوانده و با ارانی از کودکی دوستی داشته نقل می‌کند که در بدن ارانی پس مرگ سم یافت شده و با سم به قتل رسیده.

## عضویت در حزب کمونیست
دربارهٔ تأسیس دوباره حزب کمونیست ایران از سوی ارانی دو روایت وجود دارد؛ روایت اول که تقریباً اکثریت کمونیست‌های قدیمی آن را پذیرفته و بیان کرده‌اند، تشکیل این حزب در ارتباط با حزب کمونیست شوروی و کمینترن و به دستور و تحت نظارت آن است. طبری و خامه‌ای از آن جمله‌اند. طبق این روایت، ارانی پس از چندی که از فعالیت او در تهران می‌گذشت از راه اروپای غربی به مسکو سفر کرد. در مسکو وی موافقت مقامات کمینترن را برای احیای مجدد حزب کمونیست ایران جلب کرد. پس از بازگشت وی به تهران فردی به نام نصرالله کامران مخفیانه جهت کمک به ارانی به تهران سفر کرد. با کمک‌های فکری و راهنمایی‌های تشکیلاتی کامران، یک کمیته مرکزی سه نفره مرکب از: ارانی، کامبخش و بهرامی حزب کمونیست ایران را تشکیل داد: «این کمیته از سه عضو تشکیل می‌شد: دکتر ارانی دبیرکل حزب، کامبخش مسئول تشکیلات و دکتر محمد بهرامی مسئول امور مالی.» (خامه‌ای)
دیدگاه دوم، نظری است که از سوی ایرج اسکندری عنوان شده است. به عقیده وی هسته ارانی که به «۵۳ نفر» معروف شد مستقل از حزب کمونیست بوده است.
اظهار نظر اردشیر آوانسیان عضو کمیته مرکزی حزب کمونیست ایران در آن ایام ماهیت شایعه عضویت ارانی در حزب کمونیست را روشن می‌کند. آوانسیان می‌نویسد:
آنچه به‌طور حتم یادم مانده است ارانی ابداً با ما تماس نگرفت. ارانی که به ایران آمد با ما کار نمی‌کرد. چون من عضو کمیته مرکزی حزب کمونیست ایران بودم و در تهران به سر می‌بردم، همه افراد چه در تهران و چه ولایات را شناخته با آنها تماس و ارتباط داشتم…

## ارانی و جریان چپ[۱۵]
توجه سیاسی تقی ارانی به هنگام حضور در آلمان، معطوف به برنامه‌های فرقه جمهوری انقلابی ایران بود. به همین واسطه نیز با محافل چپ اروپایی مرتبط شد. در واقع ارانی از طریق احمد اسدی (اسدُف) با مرتضی علوی آشنا شد و مرتضی علوی حلقه ارتباطی ارانی و اساساً دانشجویان ایرانی (فعال در اروپا) با اندیشه‌ها، نهادها و گروه‌های چپ اروپایی و جهانی بود. ارانی بعدها در بازجویی‌های اداره سیاسی شهربانی چنین می‌گوید:
 من اولین دفعه کلمه مارکسیسم و کمونیزم را در سال ۱۳۰۲ از (اسدُف) شنیدم. پس از وی دومین کسی که کمونیست را از او شناختم مرتضی علوی بود. مانیفست کمونیسم را از علوی گرفتم…
آشنایی و همکاری این سه نفر (اسدی، ارانی و علوی) به پایه‌گذاری «فرقه جمهوری انقلابی ایران» انجامید این فرقه در سال ۱۳۰۴ خورشیدی به دنبال خلع احمد شاه و ایجاد حکومت موقت، بیانیه‌ای را خطاب به ملت ایران منتشر کرد. آن‌ها علیه تاجگذاری رضا شاه و سلطنت وی نیز اقداماتی را انجام دادند. فرقه در دسامبر ۱۹۲۷ میلادی در کنگره بروکسل با «سلیمان میرزا اسکندری»، رهبر حزب سوسیالیست ایران ارتباط برقرار کرد همچنین در پاییز سال ۱۳۰۶ جزوه‌ای با عنوان «بیان حق» انتشار داد.
بی تردید «فرقه جمهوری انقلابی ایران» تحت تأثیر اندیشه کمونیسم بود. ارتباط اعضای این فرقه و کنگره بروکسل این امر را تأیید می‌کند. همچنین محمد بهرامی دیگر عضو این فرقه، در آن سالها عضو حزب کمونیست آلمان بود، و از این طریق با «کمینترن» رابطه داشت ایرج اسکندری نیز که سابقه همکاری با این فرقه را داشت، این گروه را دارای ایدئولوژی کمونیستی دانسته و از آنان با عنوان نخستین گروه دانشجویان کمونیست نام می‌برد با این وجود جریان کمونیستی جهانی، نسبت به فرقه نظر مثبتی نداشت. تا جایی که «کمینترن» و «حزب کمونیست ایران»، ارانی و اعضای مرکزی «فرقه جمهوری انقلابی ایران» را به مثابه یک جریان سیاسی راست و طرفدار جمهوری دموکراسی بورژوایی، به شدت زیر آماج انتقاد قرار می‌دادند
بنابر این اگر چه ارانی و یارانش در این دوره متأثر از اندیشه کمونیسم بودند اما وابستگی سیاسی ای نسبت به این جریان نداشتند؛ لذا از طرف کمینترن و حزب کمونیست ایران مورد شماتت قرار گرفتند. به بیان دیگر اگر چه ارانی همواره به بنیادهای نظری و سیاست‌های کلان کمونیسم توجه داشت اما متأثر از شناخت و دغدغه‌های خود به آن اصول و مبانی توجه و عمل می‌کرد.

## گرایش طبقاتی تقی ارانی
بسیاری از چهره‌های چپ ایران، دیدگاه‌های ارانی دربارهٔ مبارزهٔ طبقاتی را غیردیالکتیکی نامیده‌اند. آنها معتقدند که نقص ارانی در آن است که او از مطالعات علمی‌اش راجع به فیزیک و شیمی، به سوی مارکسیسم گرایش یافت و همین آغازگاه باعث شد که مارکسیسم او به مبارزات طبقاتی پیوند نخورد.
نورالدین کیانوری می‌نویسد: «استنباط دکتر از مسئله دترمینیسم (جبر اجتماعی) طوری است که به نظر می‌رسد به دیالکتیک «ضرورت و تصادف» و تأثیر متقابل آن‌ها در سیر تکاملی مبارزهٔ طبقاتی، به حد کافی توجه نداشته است.»
خسرو شاکری می‌نویسد: «درک ارانی از مارکسیسم کمابیش سطحی، علمی و غیرفلسفی بود و به بیشتر به ماتریالیسم علم‌گرایان قبل از کارل مارکس نزدیک بود تا ماتریالیسم دیالکتیک.»
مصطفی شعاعیان می‌نویسد: «جان ارانی با سرشتی طبقاتی قوام نیافته است و او به وضوح در تندآب‌های ماتریالیسم خرده‌بورژوایی و ناطبقاتی شناور است.»
حمید احمدی در کتاب «تاریخچهٔ فرقهٔ جمهوری انقلابی ایران و گروه ارانی» با استناد به بازجویی‌های دوره رضاخان ادعا می‌کند که ارانی برخلاف کمونیست‌ها از ابقای مالکیت خصوصی دفاع می‌کرد و اشتراکی شدن وسایل تولید را قبول نداشت.
تقی ارانی دربارهٔ گرایش‌های علمی‌اش در ابتدای کتاب «ماتریالیسم دیالکتیک» می‌نویسد: «علم زادهٔ احتیاجاتی است که در طی منازعات انسان با طبیعت و با طبقات حاکم اجتماع تولید می‌شود.» او در این مقاله نشان می‌دهد که چگونه سیادت بورژوازی، لاجرم به رشد خرافات و تضعیف گرایش علمی منجر می‌شود؛ بنابراین از نظر خود تقی ارانی، علم‌دوستی یک متفکر تماماً ناشی از تعهد او به مبارزهٔ طبقاتی است.
با وجود این بیان صریح، هنوز بسیاری از منتقدان، علم‌گرایی را مترادف «بی‌توجهی به مبارزهٔ طبقاتی» می‌دانند و این اتهام را تقویت می‌کنند. برای مثال حمید احمدی می‌نویسد: «در سال ۱۳۰۸ خط نظری-سیاسی کمیتهٔ مرکزی حزب کمونیست ایران مبتنی بر «جبههٔ واحد نیروهای ملی و دمکراتیک» بود که با انتقاد سخت آوتیس سلطان زاده مواجه شد. اما کمیتهٔ مرکزی با خط فکری ارانی در «فرقهٔ جمهوری انقلابی ایران» همراه شده بودند که تحولات ملّی و بورژوایی را مناسب جامعهٔ ایران می‌دانست. آنان تحت تأثیر ارانی باور داشتند که قدرت گرفتن بورژوازی در جامعه‌ای همچون ایران، موجب تکامل نیروهای مولد می‌شود و پایه‌های اجتماعی عالی‌تری را ایجاد خواهد کرد؛ بنابراین مخالفان سلطان‌زاده در حزب کمونیست ایران با شعار «انقلاب کارگران و دهقانان» مرزبندی صریح پیدا کردند.»
گرایش طبقاتی تقی ارانی به صورت مشخص در «پول از نظر اقتصادی» مشخص است: «قدوسیّت پول و طلا، از روابط طبقاتی موجود در جامعهٔ کنونی ناشی می‌شود و برخلاف تصورات برخی حکماء و عرفا نمی‌توان قدرت آن را با تبلیغ اخلاقیّات از بین برد. راه صحیح این است که روابط اجتماعی را طوری تغییر داد که قدرت اشیاء بر افراد، برای همیشه معدوم و مضمحل گردد. تنها در چنین شرایطی، یعنی در اجتماعی که اقتصاد مبتنی بر برنامه‌ریزی آگاهانه و نقشهٔ معین و دقیق است، دورهٔ قدرت فلز زرد سپری می‌شود.» معنای اصطلاح «قدرت اشیاء بر انسان» عبارت است از مالکیت خصوصی وسایل تولید. از این جهت سخت بتوان درک ارانی از سلطهٔ طبقاتی را نادیده گرفت و او را را به «بی‌توجهی به مسئلهٔ طبقاتی» متهم کرد.